# سيلفا باتوتا
سيلفا باتوتا (بالإسبانية: Silva Batuta)‏ (2 يناير 1940 - 29 سبتمبر 2020)، هو لاعب كرة قدم. يلعب مع منتخب البرازيل لكرة القدم. سبق له أن لعب في كأس العالم لكرة القدم مع منتخب بلاده.

## روابط خارجية
- سيلفا باتوتا على موقع الاتحاد الدولي (مؤرشف)  (الإنجليزية)
- سيلفا باتوتا على موقع قاعدة بيانات كرة القدم.إي يو (الإنجليزية)
- سيلفا باتوتا على موقع ناشيونال فوتبول تيمز (الإنجليزية)
- سيلفا باتوتا على موقع عالم كرة القدم.نت (الإنجليزية)